# 香港電台第四台
香港電台第四台（英語：RTHK Radio 4）是香港電台旗下的一個廣播頻道，於1974年1月啟播。現時該台頻率為FM97.6-98.9MHz。該頻道也是香港唯一的古典音樂頻道。
香港電台第四台以英語為主，粵語為輔廣播，定位為香港唯一的「古典音樂及藝術台」，藉推廣美樂（Fine Music）和製作藝壇快訊、專訪及音樂外展活動，提昇大眾精神生活的素質。該台亦透過《美樂集》月刊與愛樂者聯繫，並且成立「香港電台弦樂四重奏」，積極推廣室樂演奏。可是，因為經營環境及新冠肺炎疫情的影響，創立30年的《美樂集》於2021年8月出版最後一期後停刊。

## 歷史
1989年前該台未調整頻率前，使用的頻率是FM 91.0 MHz、FM 100.1 MHz及FM 100.9 MHz。
香港考試及評核局過去舉行的香港中學會考英國語文科、香港高級程度會考的英語運用科聆聽考試，在1995年至1998年間陸續由原本的錄音帶改為以香港電台第四台作試題直播，直到2003年公開試題才全部改用接收較穩定的香港電台第二台作直播。
因應行政長官會同行政會議於2017年3月28日決定停止本地數碼聲音廣播服務，港台於2017年9月3日午夜12時正式終止數碼聲音廣播服務，香港電台第六台改為轉播中央人民廣播電台香港之聲，英國廣播公司國際頻道改於每晚11時至上午7時，由香港電台第四台轉播。
2021年2月12日，因應中華人民共和國國家廣播電視總局不允許英國廣播公司世界新聞台繼續在中國境內落地，對其新一年度落地申請亦不予受理，香港電台於香港時間當晚11時起，不再轉播英國廣播公司國際頻道，原時段改為與香港電台第三台同步播放。
2021年4月1日晚上11時起，第四台取消深宵同步廣播時段，改為播放Night Music長夜細聽及曾於實施聯播安排後取消的清晨節目Aubade晨曲。
2021年5月10-14日晚上11時至翌日凌晨1時，因應Ray Cordeiro榮休，播出最後一星期All The Way With Ray，該時段再次與第三台同步播放。

## 發射頻率
| 發射站    | 行車隧道轉播系統                                                                                             | 特高頻／調頻（FM）頻率（MHz） |
| --------- | --- | ----------------------------- |
| 歌賦山    | 大圍隧道、沙田嶺隧道、尖山隧道、南灣隧道、海底隧道、西區海底隧道、獅子山隧道、香港仔隧道、啟德隧道、長青隧道 | 97.6                          |
| 九龍坑山  | 龍山隧道、長山隧道                                                                                           | 97.8                          |
| 青山      | 愉景灣隧道、屯門—赤鱲角隧道、機場隧道、觀景山隧道                                                            | 98.7                          |
| 金山      | 大欖隧道、城門隧道                                                                                           | 98.4                          |
| 南丫島    | 不適用 | 98.2                          |
| 筆架山    | 不適用 | 98.1                          |
| 飛鵝山    | 東區海底隧道、大老山隧道、將軍澳隧道                                                                         | 98.9                          |
| 元朗374山 | 不適用 | 98.2                          |

## 外部連結
- 香港電台第四台 （页面存档备份，存于）